# Костюмы пекинской оперы

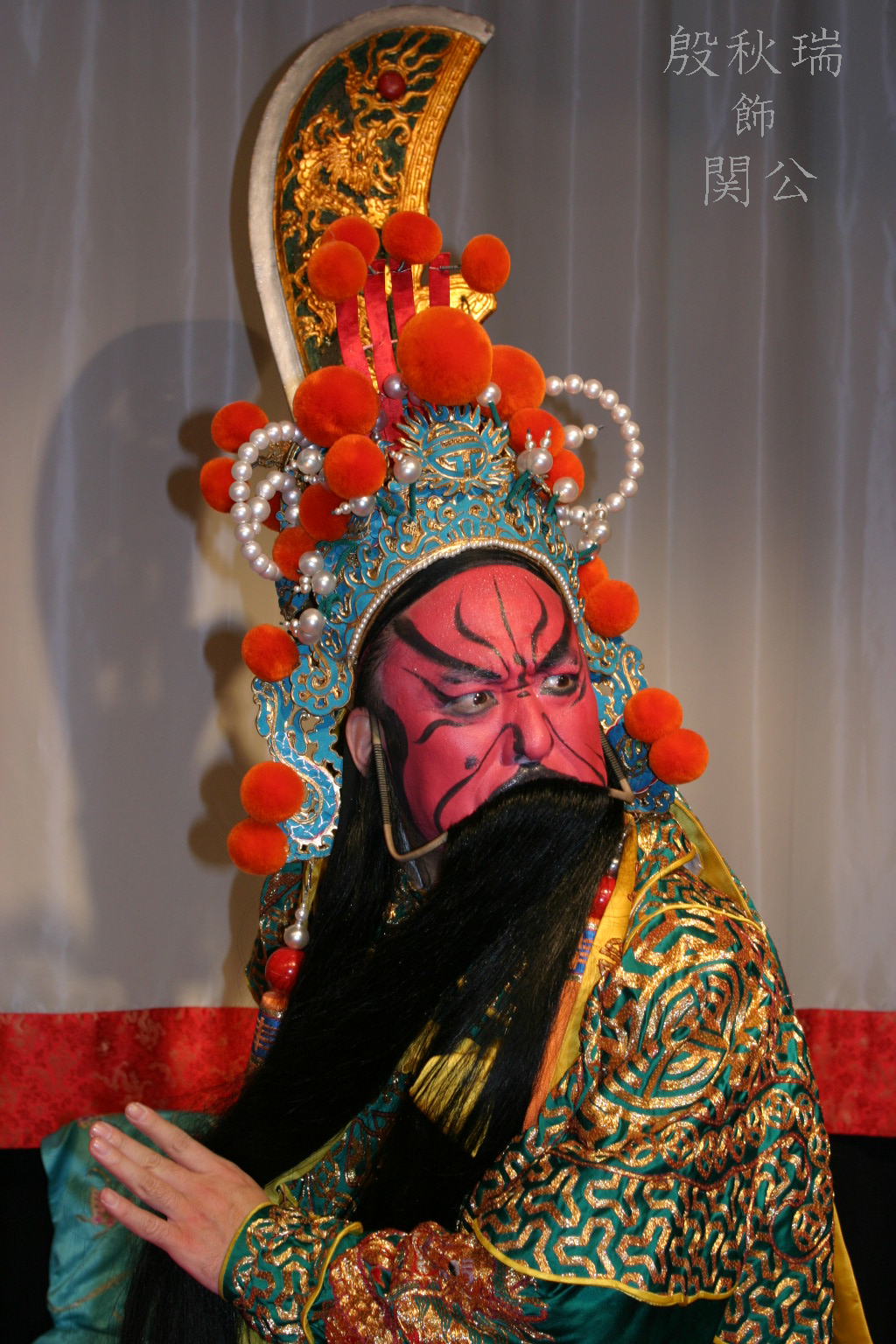
Актёр на выступлении в Гуандун

Костюмы пекинской оперы — костюмы, которые используются при постановке пекинской оперы.
Традиционные костюмы пекинской оперы создавались из синтеза костюмов и одежд, использовавшихся на сцене ранее. Влияние исторически более ранних одежд на эти костюмы происходило по большей степени случайно, нежели спланировано.
Костюмы эволюционировали путём спонтанных изобретений актёров и актёров-учеников. На протяжении всей истории Китая правление Хань прерывалось правлением захватчиков, и лидеры каждой следующей династии Хань рвались вернуться к ранней ханьской конструкции одежды. Времена, когда оккупанты захватывали власть и создавали свою собственную форму одежды, оказывали влияние на вид одежды. В итоге ряд этнических и периодических стилей одежды могли надеваться в любой период времени. Например в династии Цин (1644—1911) официальный стиль одежды регламентируется, и все присутствовавшие в суде должны были одеваться в стиле маньчжурских правителей вне зависимости от этноса.
Однако домашние одеяния не были регламентированы, и большая часть ханьцев продолжала носить собственный стиль одежды во время частных мероприятий. Также взаимодействие культур в стране привело к тому, что одежды объединили в себе черты разных национальностей и эпох. Например, халат дракона периода Цин имеет маньчжурский крой с украшениями Ханьской китайской космологии.
Между тем, костюмы пекинской оперы являются своеобразным удачным сочетанием костюмов различных времен и династий Китая, сочетающие в себе элементы костюмов периодов Хань, Мин, маньчжурских одежд при Цин. В Азии по крайней мере три различные традиции оказали влияние на производство одежды. В Индии, Малайзии и других странах в Юго-Восточной Азии одежда оборачивалась вокруг тела (сари), при минимальном шитье.
Третья традиция швейного производства была основана в Северном Китае, Маньчжурии и Монголии. В этих областях одежды были созданы из шкур местных животных, с использованием форм, которые хорошо ложатся на подготовленные шкуры местных животных, но переносят макет на ткань, не создавая отходов материала. Две последние из этих традиций имели видное место в эволюции одежды в китайской истории и, следовательно, в развитии сценических костюмов.
Костюмы пекинской оперы очень разнообразны, имеют множество вариаций, каждый персонаж может иметь в своем костюме некие отличительные черты, но общий вид костюма отдельного амплуа строго регламентирован. Человек, изучающий особенности этих наикрасивейших в своем большинстве одеяний, легко может отличить, актер в каком амплуа сейчас перед ним на сцене.
В дополнение к одеяниям, пришедшим из древности китайской культуры, некоторые костюмы являются оригинальными изделиями или появились путём модернизирования исторических одеяний. Потребность в каких-либо изменениях появлялась тогда, когда одеяние не соответствовало театральным нормам, их значение не всегда могло быть доступно зрителю и поэтому нужно было как-то сделать образ более читаемым.
Костюмы классифицируются по форме, а затем распределяются по статусу и рангу. Четыре главных типа костюма составляют те, что носят представители различных амплуа в Пекинской опере.
- Ман — судебный халат, считается самым высокопоставленным типом одежды, и носят его высокопоставленные должностные лица в суде.
- Пи — формальное одеяние, следующая по статусу, и носили её вне суда.
- Као — броня, её носили генералы, находясь в суде или в бою, идет третьей по статусу.
- Сюэ цзы — неофициальный халат, низкий по статусу, так как его могут надевать представители всех амплуа.
- И — все прочие костюмы одежда.

По конструкции костюм обычно делился на 4 категории:
- длинный, от плеча до пят;
- короткий, сочетающий две части, в верхней части и юбка или брюки;
- специальные костюмы для определенных персонажей, как костюмы по эскизам известного актера двадцатого века — Мэй Ланьфана;
- отдельные части костюма, которые добавляются в костюм, такие как накидки, жилеты, пояса, обувь.

В некоторых случая костюмы изменялись, модифицировались, чтобы создать другую форму использования. Для подобной измененной одежды есть определение — гайлян. Когда одежду носят и мужчины и женщины, могут быть различия в крое, цвете или орнаментации, чтобы указать принадлежность к определенному полу. В некоторых из этих случаев одежда женщин отличается путём добавления слова ню. Большинство костюмов вписывается в одну из стандартизированных форм, описанных мной выше. И, как уже было сказано, существует множество вариантов костюма пекинской оперы.

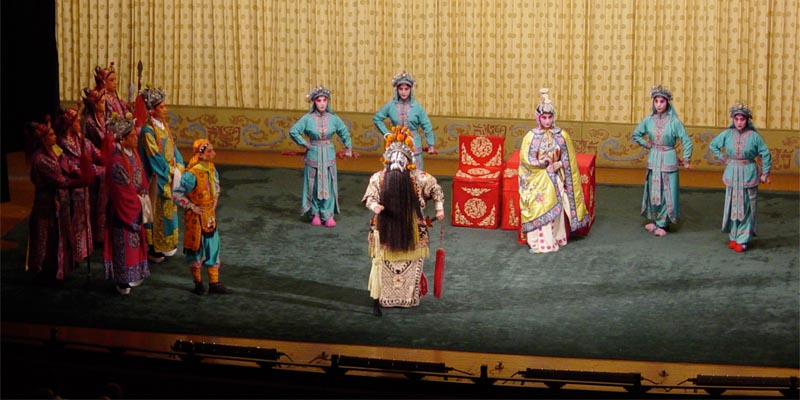

## Варианты костюмов
- Нюман — судебный халат для женщин двух видов:
  - Один имеет прямые рукава и подол, напоминающий мужское Ман.
  - Другой имеет волнистые края по бокам, подол и манжеты, которые являются изобретениями традиционной Пекинской оперы. Как и у других одежд высокопоставленных героев, у нюман есть рукава.
- Као или броня, является одной из наиболее зрелищных театральных инноваций. Ранняя китайская броня создавалась из металла и кожи, чтобы обеспечить надежную защиту телу. Внешнее украшение брони является таким же важным как защита, а некоторые весьма украшенные виды брони были созданы для церемониальных целей. Театральная броня состоит из накидки с рукавами и отдельной защиты для конечностей. Использование сегментированных частей пришло из истории. Два фартука различной длины составляют переднюю и заднюю защиту или две отдельных пластины — каотуй, которые повязывали на талии, чтобы закрыть заднюю и переднюю части. Наибольшими различиями между исторической и сценической моделями костюма являются широкий, мягкий пояс(каоду), добавление отдельного воротника и использование четырёх пластин (каоцы) на верхней части спины. Эти изменения внесли значительный вклад в воздействие костюма на публику. Некоторые новшества, внесенные в сценическую броню, были внесены Чжоу Синфаном. Являются традиционными одеяниями Пекинской оперы для женщин-бойцов более низкого ранга.
- Кайчан — ещё одна одежда театрального происхождения — неофициальная открытая одежда. Такую одежду носили военные и правительственные мужчины в их личных покоях.
- Одежда евнуха — юаньлин тайцзяньи, это не совсем историческое одеяние, так как одежда евнухов была такой же как и у других людей. Круглое декольте аналогично одеянию Ман. В костюме используется плиссированная юбка, которая является уникальной особенностью этого одеяния. Украшение бахромой устанавливается в нижней части.
- Гунчжуан — дворцовая одежда, напоминает одеяние, используемое и в реальной жизни. Гунчжуан — костюм геометрической формы с отдельным воротником, несколько слоев фартуков прикреплены по центру в передней и задней части платья. Рукава длиннее запястья и состоят из трех слоев; розового, синего и белого, или просто белые. Семь волнистых полос из ткани разных цветов на рукавах.

## Ткани
При создании костюмов используются определенные виды ткани. Известная любовь Китая к красивым тканям, объясняется развитием с древнейших времен, технических навыков разработки текстиля.
Методы производства шелка, ткачество, покраска, а также вышивка появились в Китае тысячи лет назад. Согласно легенде, описанной Конфуцием, шелк был обнаружен около 2700 до н. э. Принцесса Лэйцзу клана Силин, жена императора Хуанди, пила чай под тутовым деревом, и один кокон упал в её чашку. Она начала играть с крошечным серым шариком и обнаружила, что в нём содержится тончайшая нить. Но на самом деле, шелководство могло быть широко развито до этой даты. Чашка из слоновой кости, датируемая 4000 годом до н. э. имеет дизайн с вырезанным шелкопрядом, а фрагмент ткани, сплетенной из шелка, датируемый 3500 годом до н. э.
Открытие, которое сделало в дальнейшем китайский шелк лучше, было осознание того, что, если червь был выведен в неволе, а куколка убита до того как она пронзит кокон, нить будет оставаться непрерывной, для создания более гладкой и блестящей ткани. В имперском Китае шелк, конопля и хлопок были тремя основными волокнами, используемыми для производства одежды, однако шелк использовался в основном для высших классов. Во времена династии Мин основными городами производства были Нанкин, Сучжоу, Ханчжоу.
Выбор тканей, занятых в традиционных костюмах Пекинской оперы является довольно ограниченным. Шелковые ткани с блеском атласа или матовым крепом используются для одежды высших классов. Дизайн, как правило, малого масштаба с геометрическим рисунком, который не будет иметь большого значения для аудитории. Для некоторых, например военных костюмов, может быть использован тяжелый по весу шелковый атлас. Хлопок используется для некоторых одежд, показывающих низкий статус обладателя, а также для поясов. По силуэту одежды определяется роль, с указанием характера. Форма костюма также устанавливает основу для других компонентов дизайна, цвета и текстуры. Простые и свободные формы костюмов являются холстом для многочисленного, но тщательно контролируемого диапазона цветов и предписанной конструкции вышивки.